# Josef Luka
Josef Luka (14. března 1886 Michle – 21. ledna 1957) byl československý politik a meziválečný poslanec Národního shromáždění za Československou živnostensko-obchodnickou stranu středostavovskou.

## Biografie
Profesí byl hoteliérem a předsedou Říšského ústředí hostinských v ČSR. Bydlel v Praze-Michli. V roce 1920 je uváděn jako starosta Michle.
Ve parlamentních volbách v roce 1935 se stal poslancem Národního shromáždění. Poslanecké křeslo si oficiálně podržel do zrušení parlamentu roku 1939, přičemž v prosinci 1938 ještě přestoupil do poslaneckého klubu nově ustavené Strany národní jednoty.